# Казанский, Георгий Петрович
Георгий Петрович Каза́нский (1913, Нолинск, Вятская губерния — 1990, Москва) — советский инженер, государственный деятель.

## Биография
Родился в 1913 году в Нолинске (ныне Кировская область).
С сентября 1940 по июнь 1941 года прошёл (в составе группы специалистов) стажировку в США по радиотелевизионной тематике.
В 1941—1944 годах зам. директора НИИ-20 (Телемеханический институт № 20).
В 1944—1946 годах начальник главка в Наркомате электротехнической промышленности.
- начальник 6-го Главного управления МПСС СССР (1946—1947)
- начальник 1-го Главного управления Министерства промышленности средств связи СССР (с. 1949)
- заместитель министра промышленности средств связи (с 1952)
- зам. министра электростанций и электропромышленности СССР (с марта 1953 по январь 1954)
- зам. министра радиотехнической промышленности СССР (с 1954)
- первый зам. председателя государственного комитета Совета Министров СССР по радиоэлектронике (с 1958)
- первый заместитель министра радиопромышленности СССР.

Последний раз упоминается в должности замминистра в 1983 году.

## Награды и премии
- Сталинская премия первой степени (1950) — за создание новой высококачественной телевизионной передающей системы телевизионной передающей системы высокой чёткости.